# Nationalsozialismus

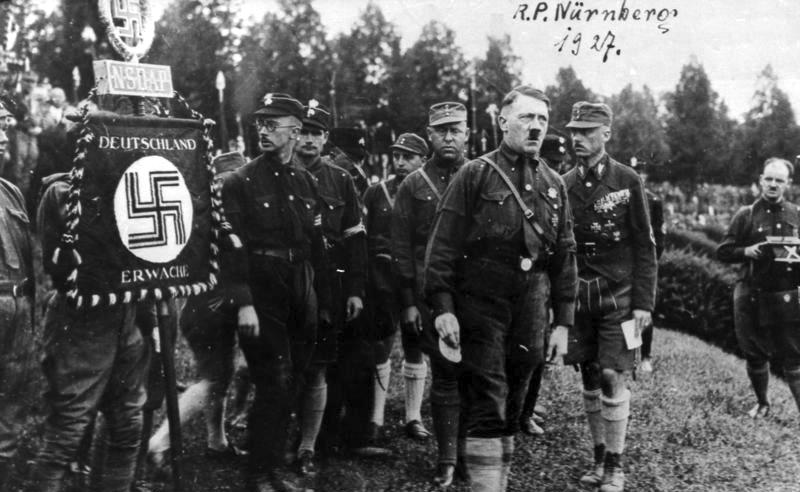
Adolf Hitler 1927 als Redner beim dritten Reichsparteitag der NSDAP (dem ersten in Nürnberg). Im Hintergrund sind Heinrich Himmler, Rudolf Heß, Franz Pfeffer von Salomon und Gregor Strasser zu sehen.

Der Nationalsozialismus ist eine radikal antisemitische, rassistische, ultranationalistische, völkische, sozialdarwinistische, antikommunistische, antidemokratische und antipluralistische Ideologie. Seine Wurzeln hat er in der völkischen Bewegung, die sich etwa zu Beginn der 1880er Jahre im deutschen Kaiserreich und in Österreich-Ungarn entwickelte. Ab 1919, nach dem Ersten Weltkrieg, wurde er zu einer eigenständigen politischen Bewegung im deutschsprachigen Raum.
Die 1920 gegründete Nationalsozialistische Deutsche Arbeiterpartei (kurz NSDAP) gelangte unter Adolf Hitler am 30. Januar 1933 in Deutschland zur Macht, wandelte die Weimarer Republik durch Terror, Rechtsbrüche und die so genannte Gleichschaltung in die Diktatur des NS-Staats um. Dieser löste 1939 mit dem Überfall auf Polen den Zweiten Weltkrieg aus, in dessen Verlauf die Nationalsozialisten und ihre Kollaborateure zahlreiche Kriegsverbrechen und Massenmorde verübten, darunter den Holocaust an etwa sechs Millionen europäischen Juden und den Porajmos an den europäischen Roma. Die Zeit des Nationalsozialismus endete mit der bedingungslosen Kapitulation der Wehrmacht am 8. Mai 1945.
Im Zeichen der Bewältigung der NS-Vergangenheit sind seit 1945 NS-Propaganda, das Verwenden damaliger Symbole und politische Betätigung im nationalsozialistischen Sinn in Deutschland und Österreich verboten. In weiteren Staaten bestehen ähnliche Verbote. Neonazis und andere Rechtsextremisten vertreten weiterhin nationalsozialistische oder damit verwandte Ideen und Ziele. In der NS-Forschung ist umstritten, ob der Nationalsozialismus mit verallgemeinernden Begriffen wie Faschismus oder Totalitarismus beschrieben werden kann oder ob es sich um ein singuläres Phänomen handelt.

## Bezeichnungen
„Nationaler Sozialismus“ bezeichnete im deutschsprachigen Raum seit etwa 1860 Verbindungen von nationalistischen und sozialistischen Ideen. Vom „Nationalsozialismus“ sprach zuerst die 1903 in Österreich gegründete Deutsche Arbeiterpartei, die sich 1918 in Deutsche Nationalsozialistische Arbeiterpartei (DNSAP) umbenannte. Entsprechend benannte sich auch die 1919 in Deutschland gegründete Deutsche Arbeiterpartei (DAP) 1920 in NSDAP um.
Mit der Bezeichnung „Nationalsozialismus“ grenzten diese neuen Parteien ihre Ideologie gegen den Internationalismus der sozialdemokratischen und kommunistischen Parteien und vom konservativen Nationalismus älterer Parteien ab, indem sie sich deren Wählerschichten (Arbeitern und Mittelstand) als bessere Alternative anboten. Außerdem stellten sie einzelne antikapitalistische Forderungen in den Rahmen eines völkisch-rassistischen Nationalismus und präsentierten sich seit 1920 als „Bewegung“, nicht als Partei, um so Protestwähler und Politikverdrossene zu erreichen.
Heute bezeichnet der Begriff meist die besondere Ideologie Adolf Hitlers und seiner Anhänger. Als „Nationalismus“ definierte Hitler die Hingabe des Individuums an seine Volksgemeinschaft; deren Verantwortung für das Individuum nannte er „Sozialismus“. Die Vergesellschaftung der Produktionsmittel, ein Hauptziel der Sozialisten, lehnte er entschieden ab. Laut dem Historiker Hans-Ulrich Wehler lebte der Sozialismus in der NSDAP nur „in verballhornter Form“ als Volksgemeinschaftsideologie fort.

Zudem unterschied die NSDAP ihren Nationalsozialismus vom italienischen Faschismus. Faschismus dient seit 1925 (ausgehend von der Sowjetunion) jedoch vielfach als Oberbegriff für „Nationalsozialismus“ („Hitlerfaschismus“), italienischen Faschismus und verwandte antikommunistische Ideologien, Regimes und Systeme. In marxistischen Faschismustheorien wird der Nationalsozialismus als Form des Faschismus eingestuft. Nichtmarxistische Forscher, die den Nationalsozialismus als eine Spielart des Faschismus erklären, sind etwa Ernst Nolte, der ihn in seinem Werk Der Faschismus in seiner Epoche (1963) in Abgrenzung vom italienischen „Normalfaschismus“ als „Radikalfaschismus“ kennzeichnete, oder Wolfgang Benz, der ihn 2010 als die „radikalste Erscheinungsform faschistischer Ideologien“ bezeichnet. Jörg Echternkamp argumentiert, dass erst das von der transnationalen Faschismusforschung entwickelte Koordinatensystem eine Einordnung des Nationalsozialismus und einen Vergleich mit anderen Bewegungen erlaube. Die von vielen Wissenschaftlern bejahte Wesensverwandtschaft zwischen ihnen zeige sich aber weniger in den jeweiligen Programmen als in ihrem Aktionismus und ihrer immensen Gewaltbereitschaft.
Nach 1945 wurde der Nationalsozialismus besonders in den USA und der früheren Bundesrepublik Deutschland als Totalitarismus bezeichnet und unter diesem Oberbegriff mit der Ideologie und dem Herrschaftssystem des Stalinismus parallelisiert. Faschismus- und Totalitarismustheorien werden in der Forschung kontrovers diskutiert. Die Historiker Michael Burleigh und Wolfgang Wippermann argumentieren, dass die Subsumierung des Nationalsozialismus unter eine dieser Theorien seinen Wesenskern, das rasseideologische Programm, verkenne. Laut der französischen Psychoanalytikerin Janine Chasseguet-Smirgel und dem deutschen Sozialwissenschaftler Samuel Salzborn rationalisiert die Anwendung des Faschismusbegriffs auf den Nationalsozialismus den Holocaust und verharmlost ihn dadurch. Dies diene unbewusst der Verdrängung und Abwehr der Schuld der Eltern- bzw. Großelterngeneration. Aus diesen und anderen Gründen plädieren diese Forscher, aber auch Karl Dietrich Bracher und Bernd Martin dafür, den Nationalsozialismus als eigenständiges und singuläres Phänomen anzusehen.
Die Ausdrücke „Nazis“ für die Nationalsozialisten und „Nazismus“ für ihre Ideologie wurden seit den 1920er Jahren bei ihren Gegnern in der Arbeiterbewegung, später auch bei den befreiten Häftlingen des KZ Buchenwald und in der DDR üblich. Bis heute werden sie außerhalb des deutschsprachigen Raums standardmäßig verwendet. Heutige Anhänger des Nationalsozialismus werden oft „Neonazis“ genannt.

## Entstehung

Hakenkreuz-Skizze Hitlers von 1920 mit dem Vermerk: „Die heiligen Zeichen der Germanen. Eines dieser Zeichen sollte von uns wieder erhoben werden.“

Deutsche Antisemiten hatten sich seit 1879 in mehreren politischen Parteien, vielen Gruppen und Vereinen organisiert. Die Antisemitenparteien wollten die jüdische Emanzipation beenden und revidieren, verfehlten ihre Ziele jedoch. Nach Stimmverlusten bei der Reichstagswahl 1912 bildeten sich neue, überparteiliche antisemitische Vereine und Verbände wie der Reichshammerbund von Theodor Fritsch, der „Verband gegen die Überhebung des Judentums“ und der geheime Germanenorden, aus dem 1918 die Münchner Thule-Gesellschaft hervorging. Aus ihrer Zeitschrift, dem Münchener Beobachter mit dem Hakenkreuz als Titelsymbol, wurde das Parteiorgan der NSDAP, der Völkische Beobachter.
Ein weiterer Vorläufer des Nationalsozialismus war der kleine, extrem nationalistische und imperialistische überparteiliche Alldeutsche Verband (gegründet 1891). Er strebte eine kriegerische Erweiterung des deutschen „Lebensraums-“ und Unterwerfungspolitik an. Im Ersten Weltkrieg erreichte er mit seiner starken antisemitischen Propaganda die staatliche Judenzählung von 1916. Nach 1918 forderte er eine „nationale Diktatur“ gegen „Fremdvölkische“.
1914 gründete sich der Deutschnationale Handlungsgehilfenverband, und zwei ältere Antisemitenparteien vereinten sich als Deutschvölkische Partei (DVP). Diese vereinte sich im Kriegsverlauf mit dem Alldeutschen Verband. Auf dessen Initiative hin vereinten sich gegen Kriegsende aufgelöste mit neugegründeten völkischen Gruppen wie dem Deutsch-Österreichischen Schutzverein Antisemitenbund, der Deutschvölkischen Beamtenvereinigung und dem Bund völkischer Frauen zum Deutschvölkischen Schutz- und Trutzbund. Dieser hatte 1920 rund 200.000 Mitglieder in 600 Ortsgruppen, wurde aber nach dem Hitler-Ludendorff-Putsch 1923 verboten. Nach der Wiederzulassung der NSDAP verlor er ihr gegenüber an Einfluss und wurde 1933 ganz aufgelöst.
Zudem verbreiteten sich seit der Oktoberrevolution von 1917 und dem folgenden Russischen Bürgerkrieg unter anderem durch russische Flüchtlinge viele antikommunistische Gruppen. Unter dem Propagandaschlagwort „jüdischer Bolschewismus“ setzten nationalkonservative Eliten und aus Frontsoldaten gebildete Freikorps Juden und Kommunisten gleich. Sie vertraten oft auch die Verschwörungstheorie eines angeblichen weltbeherrschenden Weltjudentums. Darunter war die 1920 in München gegründete „Wirtschaftliche Aufbau-Vereinigung“. Diese unterstützte die NSDAP finanziell und ideologisch.
Im Nationalsozialismus verschmolzen diese Strömungen und Gruppen ihre rassistischen, nationalistisch-„alldeutschen“ und imperialistischen Vorstellungen und Ziele miteinander. Das stärkste tragende Bindeglied ihrer vielfältigen Ideen war der Antisemitismus. Dieser zeigte sich seit der Novemberrevolution von 1918 zugleich als radikale Ablehnung der Weimarer Republik, die diese Gruppen als von Novemberverbrechern geschaffene „Judenrepublik“ denunzierten. Die Völkischen definierten ihre Weltanschauung als strikten Gegensatz zum Marxismus der Linksparteien, zum politischen Katholizismus der Zentrumspartei und zu ihrer Fiktion eines „Weltjudentums“. Teile der völkischen Bewegung vertraten auch schon Ideen von „Menschenzucht“ (Eugenik).

## Programmatik

### 25-Punkte-Programm
Der Nationalsozialismus bildete als Sammelbewegung völkischer, rassistischer und revisionistischer Gruppen zunächst keine konsistente Ideologie. Hans Frank erklärte daher später in den Nürnberger Prozessen, es habe „so viele Nationalsozialismen wie Nationalsozialisten“ gegeben. Zusammengehalten wurde die Partei durch die Person Hitler, der als charismatischer „Führer“ das Interpretationsmonopol darüber innehatte, was Nationalsozialismus bedeute: „Unser Programm heißt Hitler“, lautete eine nationalsozialistische Losung.
Schriftlich niedergelegt war das Programm im bei der Gründung der NSDAP 1920 beschlossenen 25-Punkte-Programm.
An erster Stelle standen außenpolitische Ziele. Aus dem „Zusammenschluss aller Deutschen … zu einem Groß-Deutschland“ mit Berufung auf das Selbstbestimmungsrecht der Völker leitete Punkt 2 die Aufhebung des Versailler Friedensvertrages, Punkt 3 „Land und Boden (Kolonien) zur Ernährung unseres Volkes und Ansiedlung unseres Bevölkerungsüberschusses“ ab. Dem folgten innenpolitische Forderungen nach Ausgrenzung bestimmter Bevölkerungsteile durch eine rassistische Fremdengesetzgebung:

„Staatsbürger kann nur sein, wer Volksgenosse ist. Volksgenosse kann nur sein, wer deutschen Blutes ist, ohne Rücksichtnahme auf Konfession. Kein Jude kann daher Volksgenosse sein.“

Daraus folgerte Punkt 6 den Ausschluss von Juden aus allen Staats- und Parteiämtern, Punkt 8 ein Einwanderungsverbot und sofortige Zwangsausweisung aller als „Nichtdeutsche“ definierten Personen, die seit 2. August 1914 eingewandert waren.
Die Leitidee der rassischen Volksgemeinschaft wurde also nach außen expansiv, nach innen als Entrechtung eines Teils der Deutschen ausformuliert. Dem folgten in Punkt 9–17 einige plakative und ressentimentgetränkte wirtschafts- und sozialpolitische Forderungen, die den Anspruch der Partei, die Interessen deutscher Arbeiter zu vertreten, zeigen sollten:
- allgemeine Arbeitspflicht
- „Abschaffung des arbeits- und mühelosen Einkommens“
- „Brechung der Zinsknechtschaft“
- „Einziehung aller Kriegsgewinne“
- „Verstaatlichung aller (bisher) bereits vergesellschafteten (Trusts) Betriebe“
- „Gewinnbeteiligung an Großbetrieben“
- „Ausbau der Altersversorgung“
- „Schaffung eines gesunden Mittelstandes und seine Erhaltung“
- „Kommunalisierung der Groß-Warenhäuser und ihre Vermietung zu billigen Preisen an kleine Gewerbetreibende“
- „eine unentgeltliche Enteignung von Boden für gemeinnützige Zwecke“
- „Abschaffung des Bodenzinses und Verhinderung jeder Bodenspekulation“.

Punkt 18 forderte die Todesstrafe für „gemeine Volksverbrecher, Wucherer, Schieber usw. ohne Rücksichtnahme auf Konfession und Rasse“: erneut ein deutlicher Hinweis auf die gemeinte Zielgruppe, die Juden. Punkt 19 forderte den Ersatz eines angeblich „materialistischen“ römischen Rechtes durch ein „deutsches Gemeinrecht“.
Der Idee einer Einheit von Volk und Staat folgten Forderungen nach staatlichem Ausbau der Volksbildung (20), „Hebung der Volksgesundheit“ durch „körperliche Ertüchtigung“ (21), Bildung eines „Volkesheeres“ (22). Die angestrebte Abschaffung der Pressefreiheit und Einführung von Pressezensur wurde als „gesetzlicher Kampf gegen die bewußte politische Lüge und ihre Verbreitung“ (23) bemäntelt. Indem nur „Volksgenossen“ Zeitungsredakteure und Verlagseigentümer sein sollten, zeigte sich auch hier ein antisemitischer Impuls: Der Topos von der „jüdischen Weltpresse“ war unter Antisemiten seit Langem üblich. Zugleich sollten auch Kunst und Kultur von dem „zersetzenden Einfluß auf unser Volksleben“ „gereinigt“ werden: Darauf fußte die NS-Kulturpolitik, insbesondere das Vorgehen gegen sogenannte „entartete Kunst“.
Im scheinbaren Widerspruch dazu bekräftigte Punkt 24 die Religionsfreiheit „im Staat“, allerdings nur, „so weit sie nicht dessen Bestand gefährden oder gegen das Sittlichkeits- und Moralgefühl der germanischen Rasse verstoßen.“ Mit dem Bekenntnis zu einem „positiven Christentum“ ohne Bindung an eine bestimmte Konfession, aber in einheitlicher Frontstellung gegen einen „jüdisch-materialistischen Geist in und außer uns“ war eine Voraussetzung für den späteren Kirchenkampf genannt.
Das Programm gipfelte in der Parole „Gemeinnutz vor Eigennutz“ und der Forderung nach einer „starken Zentralgewalt des Reiches“, deren in „unbedingter Autorität“ erlassene „Rahmengesetze“ neu gebildete Stände- und Berufskammern in den Bundesstaaten durchführen sollten. Damit deutete sich die spätere Gleichschaltungspolitik gegenüber föderalen Institutionen schon an. Die Parteiführer würden „wenn nötig unter Einsatz des eigenen Lebens“ für die Programmverwirklichung eintreten.

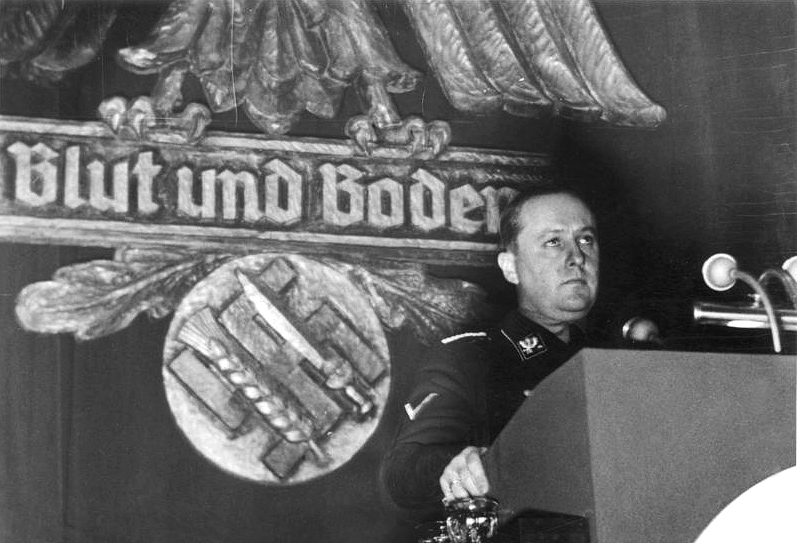
Darré bei einer Kundgebung, Dezember 1937

Während die außen- und innenpolitischen Hauptforderungen in Punkt 1–8 präzise und konkret formuliert waren und tatsächlich ab 1933 staatlich großenteils umgesetzt wurden, blieben viele der wirtschafts- und kulturpolitischen Forderungen in Punkt 9–20 vage (11), unklar (13), skurril oder praktisch unrealisierbar (etwa der „Einzug aller Kriegsgewinne“ in Punkt 14). Diese Unklarheiten führten zu einer teilweise heftigen internen Ideologiedebatte und verschiedenen Wirtschaftsprogrammen. Otto Wagener etwa forderte die Unterstützung des Mittelstandes, Richard Walther Darré die der Bauern, Gottfried Feder verlangte die von ihm erfundene „Brechung der Zinsknechtschaft“. Hitler trug diesem Streit als Parteiführer später zum Teil Rechnung, indem er einige Programmforderungen revidierte, reduzierte oder ignorierte. 1928 reduzierte er die angekündigte Bodenreform auf Enteignung „jüdischer“ Bodenspekulationsgesellschaften. Wie die „Zinsknechtschaft gebrochen“ werden sollte, ließ er jedoch offen. Nach heftigen Auseinandersetzungen um den „Sozialismus“ im Nationalsozialismus wurde das 25-Punkte-Programm auf der Bamberger Führertagung 1926 für „unabänderlich“ erklärt, eine Konkretisierung oder Festlegung auf eine bestimmte Deutung fand nicht statt.
In einem Interview mit einem katalanischen Journalisten erklärte Hitler im November 1923, warum die NSDAP sich für die Entfernung der Juden aus Deutschland einsetzte: Sie ausnahmslos umzubringen, „wäre natürlich die beste Lösung“. Da dies aber wegen der zu erwartenden Reaktion des Auslands nicht möglich sei, bleibe als Lösung nur die Massenvertreibung.

### Mein Kampf
In Mein Kampf bekräftigte Hitler vor allem die außen- und bevölkerungspolitischen Ziele des NSDAP-Programms, allen voran den Anschluss Österreichs an das nunmehrige „Großdeutsche Reich“. Im Unterschied zum Kaiserreich, das mit dem britischen Weltreich als Kolonialmacht in Afrika und Fernasien zu konkurrieren versuchte, wollte Hitler Lebensraum nicht in Westeuropa und in Übersee, sondern in Osteuropa gewinnen. Damit schloss er sich wahrscheinlich geopolitischen Theorien von Rudolf Kjellén, Halford Mackinder und Karl Haushofer an, die die Eroberung und Beherrschung der Landmasse von „Eurasien“ als Schlüssel zur Weltherrschaft sahen. Auch der mittelalterliche Mythos mancher Ordensritter von einem deutschen „Drang nach Osten“ stand hinter dieser Idee.
Dabei dachte Hitler an „Russland und die ihm untertanen Randstaaten“. Um sie zu erobern, wollte er zuerst den Versailler Vertrag revidieren, dann Frankreich mit Hilfe eines Bündnisses mit Großbritannien und Italien isolieren, später ganz vernichten. Damit revidierte er Punkt 3 des NSDAP-Programms: Das Erobern von Kolonien würde England zu Protesten herausfordern. Dessen Kolonialmacht müsse Deutschland garantieren, dann würden die Briten es auf dem Kontinent gewähren lassen. Polen erwähnte Hitler hier nicht, auch die USA und Japan kamen nur am Rande vor. Diese Prioritäten waren gegenüber den Vorlieben kaiserlicher Imperialisten neu.

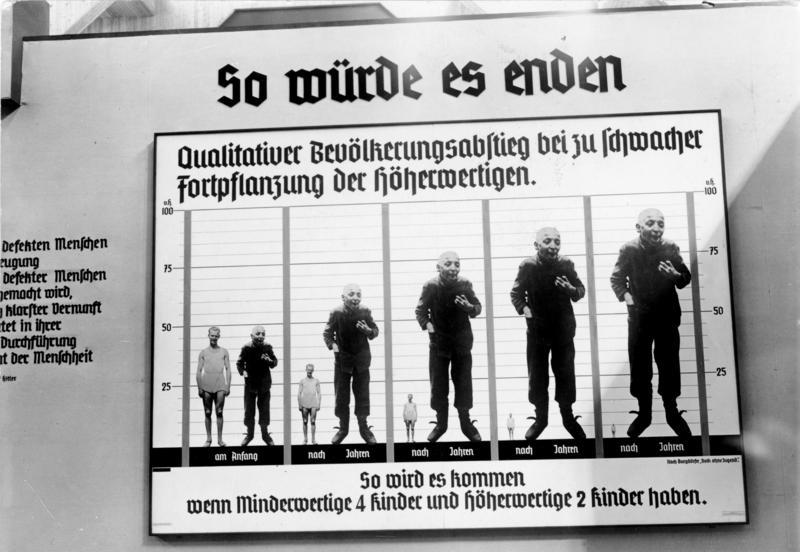
Ein „Informationsplakat“ aus der Ausstellung Wunder des Lebens, März 1935 in Berlin

Zur Wirtschaftspolitik äußerte sich Hitler in Mein Kampf nur auf fünf Seiten. Den Punkt der Volksgesundheit dagegen führte er breit aus und brachte dabei den auch die wirtschafts- und kulturpolitischen Vorstellungen tragenden Rassismus der NS-Ideologie deutlich zur Geltung. Seine beiden untrennbar miteinander verknüpften Grundgedanken waren
- die These von höheren und niederen Rassen, die miteinander im Kampf liegen;
- die These, dass eine „Rassenvermischung“ schädlich für die höhere Rasse sei, diese unweigerlich schwäche und langfristig auflöse.

Diese Ideologiegrundsätze hatten Sozialdarwinisten, Eugeniker und Rassentheoretiker des 19. und frühen 20. Jahrhunderts wie Francis Galton, Ernst Haeckel, Alfred Ploetz und Wilhelm Schallmayer begründet. Neu war nur, dass „Rassenhygiene“ erstmals zum umfassenden politischen Programm gemacht wurde. Hitler sah die „Arterhaltung“ als Hauptaufgabe des Staates und folgerte, dass dieser die „unvermischten Bestände an nordisch-germanischen Menschen“ im deutschen Volk konsequent schützen und so „langsam aber sicher zur beherrschenden Stellung emporführen“ müsse. Der starke Führerstaat müsse „den Sieg des Besseren, Stärkeren“ und die Unterordnung des „Schlechteren und Schwächeren“ fördern. Dies bedeutete konkret etwa Zwangssterilisation von als „behindert“ und „erbkrank“ Klassifizierten und zugleich Kindergeld, billige Wohnungen und materielle Vergünstigungen für „deutsche Familien“. Die „Träger höchster Rassenreinheit“ sollten ein „Siedlungsattest“ erhalten und in noch zu erobernden „Randkolonien“ angesiedelt werden. Hitler betonte am Schluss nochmals seine Zielvorstellung:

„Ein Staat, der sich im Zeitalter der Rassenvergiftung der Pflege seiner besten rassischen Elemente widmet, muß eines Tages zum Herrn der Erde werden.“

Das Gegenbild zu dieser Vision bildete das „Weltjudentum“, das in Hitlers Verschwörungstheorie als Urheber aller negativen Zeiterscheinungen, etwa des Ersten Weltkriegs, der Niederlage darin, der Novemberrevolution und der Inflation dargestellt wurde. Dabei identifizierte er das Judentum sowohl mit dem „Finanzkapital“ in den USA als auch mit dessen weltpolitischem Gegner, dem „Bolschewismus“. Dieser globalen Übermacht scheinbar widersprechend betonte Hitler jedoch zugleich die absolute Minderwertigkeit und unterlegene Abhängigkeit der Juden von ihren arischen „Wirtsvölkern“ und beschrieb sie als Schmarotzer, Parasiten, Bazillen, Blutegel, Spaltpilze, Ratten usw. In allen seinen Erscheinungsformen strebe das Judentum die „Zersetzung“, „Bastardisierung“ und „Blutvergiftung“ des deutschen Volkes an: etwa durch Prostitution, Verbreitung von Geschlechtskrankheiten, Verführung ahnungsloser arischer Mädchen. Dieses pornografische Bild zu propagieren wurde Hauptaufgabe des eigens dazu gegründeten Hetzblattes Der Stürmer des Gauleiters von Franken, Julius Streicher.

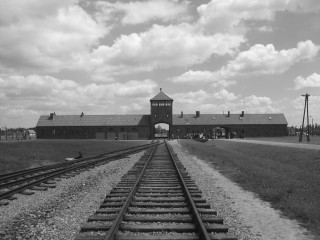
Massenvernichtungslager Auschwitz-Birkenau

Im zweiten Band von Mein Kampf sprach Hitler zuletzt auch die Idee einer stellvertretenden, präventiven Judenvernichtung offen aus:

„Hätte man zu Kriegsbeginn und während des Krieges zwölf- oder fünfzehntausend dieser hebräischen Volksverderber so unter Giftgas gehalten, wie hunderttausende unserer allerbesten deutschen Arbeiter aus allen Schichten und Berufen es im Felde erdulden mussten, dann wäre das Millionenopfer an der Front nicht vergeblich gewesen. Im Gegenteil: Zwölftausend Schurken zur rechten Zeit beseitigt, hätte vielleicht einer Million ordentlicher, für die Zukunft wertvoller Deutscher das Leben gerettet.“

Diese Aufgabe künftig zu vollstrecken, dazu sah Hitler sich von der „Vorsehung“ – so sein Ausdruck für Gott – bestimmt:

„Indem ich mich des Juden erwehre, erfülle ich das Werk des Herrn.“

Deshalb spricht der Historiker Saul Friedländer im Blick auf die nationalsozialistische Bewegung und ihre unmittelbaren Vorläufer von einem besonderen, über traditionelle christliche, aber auch völkische und sozialdarwinistische Judenfeindschaft hinausgehenden „Erlösungsantisemitismus“.

## Führerkult und Führerstaat

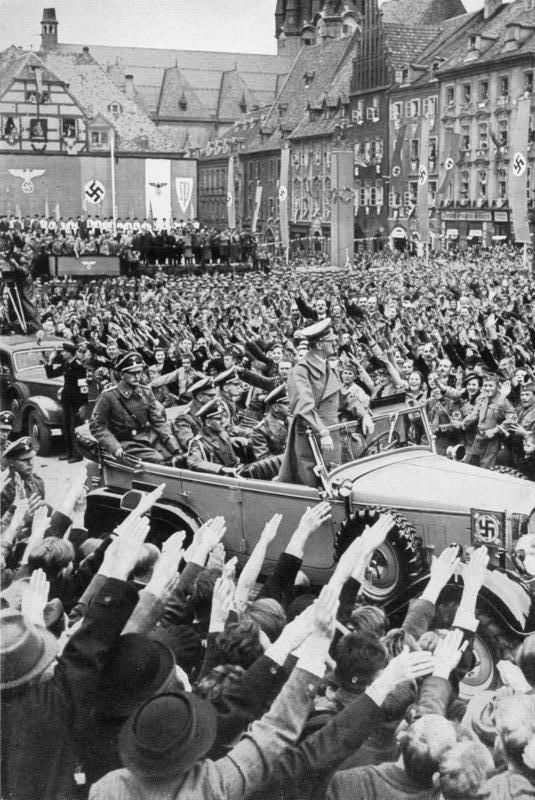
Propagandafoto zum Einmarsch der Wehrmacht in Cheb (Eger), Sudetenland, Oktober 1938

In allen Staaten Europas gab es seit Beginn des 20. Jahrhunderts starke Tendenzen zu autoritären, antidemokratischen Politikkonzepten, deren Akzeptanz sich nach 1918 auch aus Enttäuschung über die pluralistische Demokratie und Massenelend speiste. Als „Führerkult“ ließ sich schon die Verehrung des Herrschers in einer Monarchie, begründet etwa mit der Idee des Gottesgnadentums, auffassen. Der Erste Weltkrieg enttäuschte das Bild vom Heldenkaiser, verstärkte bei Nationalisten aber noch die Sehnsucht nach dem heldischen Führer. Zu einem parteipolitischen Konzept machte dies der aufstrebende Faschismus: zuerst mit dem Duce Benito Mussolini in Italien, dann dem Caudillo General Franco in Spanien.
Anders als in Italien begann der Personenkult um den „Führer“ schon zehn Jahre vor der „Machtergreifung“ nach dem Hitlerputsch von 1923, aus dessen Scheitern Hitler folgerte, dass die NSDAP eine straff geführte Führerpartei sein müsse und er selbst zu Deutschlands „Rettung“ bestimmt sei. Dem kam die Erwartung der Parteibasis an ihn entgegen. Der deutsche Führerkult ging also mit der Entwicklung der NSDAP zur Massenpartei einher und diente ihrer Integration, Schlagkraft und Ausdehnung. Er wurde 1933 auch nicht wie in Spanien oder Russland einer bestehenden zentralisierten Militärdiktatur zu deren Absicherung aufgepfropft, sondern zum Organisationsprinzip eines durch ersatzlose Gleichschaltung aller bestehenden Verwaltungs- und Regierungsinstitutionen geschaffenen Führerstaates. Nach dem Tode des Reichspräsidenten von Hindenburg wurde Hitler am 2. August 1934 als Führer und Reichskanzler auch Oberster Befehlshaber der Wehrmacht; seit 1938 trat auch das Regierungskabinett nicht mehr zusammen.
Anders als in der Sowjetunion, die nach Stalins Tod 1953 noch bis 1991 fortbestand, untergrub das Prinzip der „charismatischen Führerpersönlichkeit“ (Max Weber), die die rivalisierenden Kräfte in Staat und Partei durch ihren „Willen“ lenkte und orientierte, das selbständige Funktionieren der Bürokratie in Deutschland. Der lange Zeit mit Führererlassen und -verordnungen direkt regierte Staat konnte Kriegsniederlage und Tod Hitlers demzufolge nur sehr kurz überdauern. Nach Ian Kershaw stand und fiel der deutsche NS-Staat mit der Person des „Führers“.
Auch das Vichy-Regime (1940–1944) im Süden Frankreichs war ein „Führerstaat“; sein Führer war Philippe Pétain.

## Weitere Merkmale und Entwicklungen der NS-Ideologie

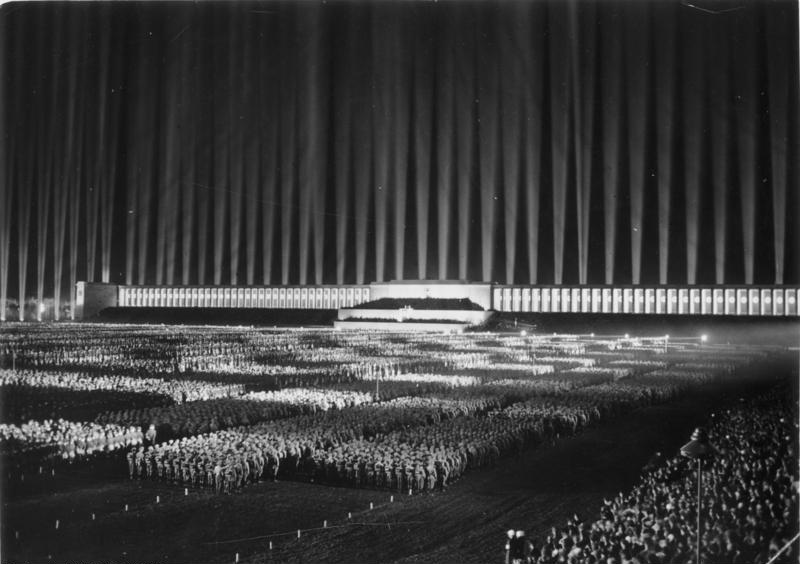
„Lichtdom“, Inszenierung am Reichsparteitag 1936

Weitere Hauptmerkmale des Nationalsozialismus waren:
- die zentrale Rolle von NS-Propaganda und Massen-Inszenierungen als Mittel zur Herrschaft und ihrer Sicherung nach innen und außen.
- Totalitarismus: Zerschlagung der Demokratie, Einparteienherrschaft, Aufhebung der Gewaltenteilung, Instrumentalisierung aller politischen Kontrollinstanzen und Medien, weitreichende Vollmachten für Geheimdienste und Denunzianten, Polizeistaat
- Militarismus und Imperialismus: Schon während des Aufstiegs der NSDAP wurden Waffenlager eingerichtet, bewaffnete Schlägerbanden ausgebildet, die Straßengewalt ausübten, um politische Gegner einzuschüchtern. In den Jahren der Weimarer Republik konzentrierte sich die nationalsozialistische Propaganda zunächst auf den die revisionistische Forderung nach Wiederaneignung der infolge der deutschen Kriegsniederlage verlorenen Gebiete und damit nach Aufhebung oder Bruch des Versailler Vertrags. Dieser wurde als „Schmach von Versailles“ oder „Versailler Schanddiktat“ diffamiert. Von 1933 an wurde Aufrüstung betrieben, zunächst geheim, dann offen, und die vertraglichen Bindungen an Völkerbund und Völkerrecht erst unterlaufen, dann gebrochen. Sobald die Wehrmacht stark genug sein würde, plante Hitler gezielte Angriffskriege zur Wiederherstellung und Erweiterung eines auf militärische Machtentfaltung gebauten Großdeutschlands. Dabei sollte ein Land nach dem anderen isoliert und einzeln niedergekämpft werden. Das Endziel war nach Meinung der meisten Historiker die Eroberung des kontinentalen Festlands, der Sowjetunion bis zur Linie Archangelsk–Uralgebirge–Kaukasus sowie die Besiedelung dieser Gebiete durch die Deutschen, andere Forscher glauben Belege dafür zu haben, dass Hitler die (utopische) Weltherrschaft anstrebte. Die Herrschaft über die besetzten Gebiete sollte durch Vertreibung unerwünschter Bevölkerungsgruppen gestärkt werden.
- Die Blut-und-Boden-Ideologie, die Verherrlichung des Bauernstandes (des „Nährstands“). Manche Nationalsozialisten lehnten die Verstädterung und die zunehmende Industrialisierung ab und sehnten sich nostalgisch nach einem Land, das wie eh und je von Bauern bestellt wurde. Auch Heinrich Himmler hatte solche Gedanken, als er vorschlug, die eroberten Gebiete der Sowjetunion mit Bauern zu besiedeln, die zugleich Soldaten („Wehrbauern“) sein sollten. Russen, Ukrainer und Polen sollten die Landarbeiter, das Hauspersonal, die Bauarbeiter oder die Hilfsarbeiter stellen.

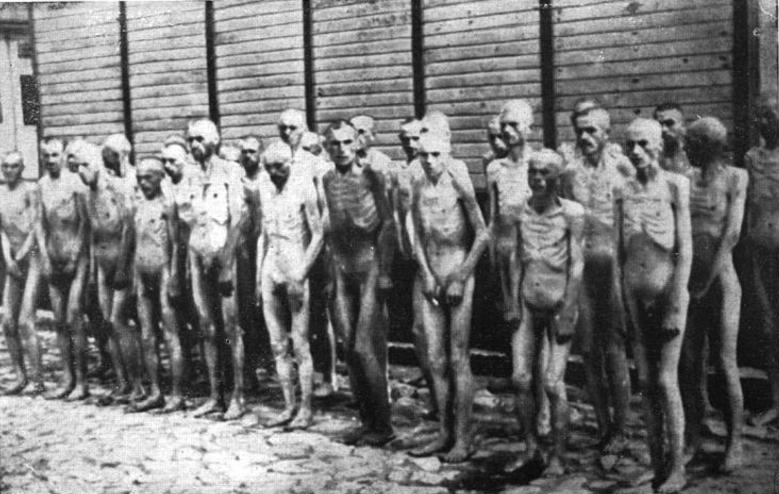
Hungerplan: Ausgehungerte sowjetische Kriegsgefangene im KZ Mauthausen

- Die Propagierung der Herrenrasse bzw. des Herrenvolkes, das das Recht habe, andere „minderwertige Völker“ zu unterdrücken, zu vertreiben oder zu vernichten.
- Männerherrschaft und Männlichkeitskult, also Propagierung von Werten wie Tapferkeit und soldatischer Härte. „Weibliche Werte“ werden bei Männern als Feigheit, Krankheit und „Zersetzung der Wehrkraft“ denunziert.
- Verschwörungstheorie: Die wahnhafte Idee, das internationale Judentum hätte sich verschworen, um die Weltherrschaft zu erringen, wird von verschiedenen Historikern[25] als Kern des Nationalsozialismus angesehen. Diese Verschwörungstheorie tritt bereits in einem 1924 von Dietrich Eckart veröffentlichten Gespräch mit Hitler zu Tage, in dem eine ungebrochene Kontinuität der angeblichen jüdischen Machenschaften vom zweiten vorchristlichen Jahrtausend an behauptet wird.[26] In der Bildsprache der nationalsozialistischen Propaganda, etwa in den Wahlplakaten vor 1933 oder in den Karikaturen des Stürmers, wurde „der“ Jude regelmäßig in verschwörungstheoretischen Metaphern wie dem Drahtzieher hinter den Kulissen des Weltgeschehens oder der weltumspannenden Krake oder Spinne dargestellt. Und während des Kriegs gegen die Sowjetunion begründete die Wehrmacht die Umsetzung der verbrecherischen Befehle wie des Kommissarbefehls oder des Kriegsgerichtsbarkeitserlasses verschwörungstheoretisch mit der These vom jüdischen Bolschewismus: Hinter dem Sowjetsystem stehe in Wahrheit das Judentum. So wies General von Manstein am 20. November 1941 seine Truppen an, „Verständnis“ aufzubringen für die „harte Sühne am Judentum“:

„Das Judentum bildet den Mittelsmann zwischen dem Feind im Rücken und den noch kämpfenden Resten der Roten Armee und der Roten Führung […]. Das jüdisch-bolschewistische System muß ein für allemal ausgerottet werden.“

## Kapitalismus und Antikapitalismus
Im Zentrum der wissenschaftlichen Auseinandersetzung über den Charakter der nationalsozialistischen Wirtschaftsideologie steht seit jeher die Frage, ob der Nationalsozialismus kapitalistisch oder sozialistisch gewesen sei.
Der deutsche Soziologe Max Horkheimer vertrat 1939 noch vor Kriegsbeginn die Position: Wer vom Kapitalismus nicht reden will, soll vom Faschismus schweigen. Der marxistische Historiker Manfred Weißbecker bezeichnet in einem 2011 erschienenen Buch den Namen NSDAP als reine Demagogie, da die Partei in Wahrheit weder national noch sozialistisch gewesen sei, sondern faschistisch.
Dagegen attestierte der österreichisch-amerikanische Wirtschaftswissenschaftler Ludwig von Mises dem faschistischen Wirtschaftsprogramm 1927 antiliberal und interventionistisch zu sein, wenn auch nicht so weitgehend wie der Bolschewismus.
Die wirtschaftspolitische Ausrichtung des Nationalsozialismus wird auf verschiedenen Ebenen untersucht:
- als Frage nach den Finanzquellen der NSDAP und den Kreisen, die Hitler an die Macht brachten,
- als Frage nach der Bedeutung antikapitalistischer Elemente für die Ideologie der Nationalsozialisten,
- als Frage nach der tatsächlichen Wirtschaftspolitik des NS-Regimes 1933–1945.

### Finanzquellen der NSDAP
Marxisten sehen die Spendenpraxis deutscher Industrieller wie Fritz Thyssen und Emil Kirdorf und die Industrielleneingabe vom November 1932, die Reichspräsident Paul von Hindenburg aufforderte, Hitler zum Reichskanzler zu ernennen, meist als Belege für die Verantwortung der Großindustrie für die Machtübergabe an Hitler. Der DDR-Historiker Eberhard Czichon etwa meinte deshalb, dass eine „Nazi-Gruppe“ deutscher „Industrieller, Bankiers und Großagrarier Hitlers Kanzlerschaft gewollt und organisiert“ habe.
Sein westdeutscher Kollege Reinhard Neebe betonte dagegen, dass die meisten deutschen Unternehmer und ihr Dachverband, der Reichsverband der Deutschen Industrie, nicht Hitler, sondern die Vorgängerregierungen von Heinrich Brüning, Franz von Papen und Kurt von Schleicher unterstützten. Diese Sicht untermauerte der US-amerikanische Historiker Henry Ashby Turner mit Untersuchungen, wonach die NSDAP ihre Finanzmittel nicht vorwiegend aus Industriespenden, sondern aus Mitgliedsbeiträgen und Eintrittsgeldern bezog. Die Großindustrie habe ihr immer deutlich weniger Geld zukommen lassen als ihren Konkurrenten DNVP, DVP und Zentrum. Sie habe sich damit auch nur für den unerwünschten Fall einer NS-Machtergreifung absichern wollen. Die Großunternehmer gelten daher heute kaum noch als Hauptverursacher des Aufstiegs der Nationalsozialisten und der Machtübernahme Hitlers 1932–1934.

### Antikapitalismus in der NS-Ideologie
In Rhetorik und Ideologie gaben sich die Nationalsozialisten oft egalitär und antikapitalistisch, diese ideologischen Elemente waren aber stets antisemitisch geprägt. Inwieweit der schon lange vor 1933 ausgeschaltete Strasser-Flügels der NSDAP tatsächlich antikapitalistisch war, ist in der Forschung umstritten. Die radikale Ablehnung von Sozialdemokratie, Kommunismus und Marxismus war dagegen von Beginn an ein prägendes Kennzeichen der NSDAP. Ihr ideologischer Bezugspunkt war die „Rasse“, nicht die Klasse. Hitler setzte dem marxistischen „Klassenkampf“ den „Rassenkampf“ als das leitende Prinzip der Geschichte entgegen.
Das 25-Punkte-Programm der Partei von 1920, das Hitler bis 1926 für „unabänderlich“ erklärte, enthielt mehrere antikapitalistische Forderungen wie Brechung der Zinsknechtschaft, Verstaatlichung von Trusts und Gewinnbeteiligung an Großbetrieben. Anfangs verwendeten führende Nationalsozialisten wie Joseph Goebbels, Gregor Strasser und sein Bruder Otto, der mit seiner Anhängerschaft die Partei bereits 1930 verließ, regelmäßig sozialistische Versatzstücke in ihren Reden. Hitler selbst hatte sich klar zum Privateigentum bekannt, in der nationalsozialistischen Praxis kam es jedoch zu zahlreichen Enteignungen von Privateigentum, so z. B. im Zuge der sogenannten „Arisierung“. Betroffen von Enteignung waren vor allem Juden aber auch nichtjüdische Emigranten und politische Gegner der Nationalsozialisten.
Albrecht Ritschl verweist auf die schrittweise Ausschaltung des „sozialistischen“ Parteiflügels zwischen 1930 und 1934 und deutet die antikapitalistischen Töne als verkappten Antisemitismus. Die enge Verbindung von Antikapitalismus und Antisemitismus in der nationalsozialistischen Propaganda zeigt sich etwa in dem Antrag, den der Vorsitzende der NSDAP-Fraktion im Reichstag am 18. Oktober 1930 stellte. Darin forderte er die Enteignung des gesamten Vermögens der „Bank- und Börsenfürsten, der seit 1. August 1914 zugezogenen Ostjuden und sonstigen Fremdstämmigen […] zum Wohl der Allgemeinheit des deutschen Volkes.“
1931, auf dem Höhepunkt der Weltwirtschaftskrise, forderte die NSDAP staatliche Arbeitsbeschaffungsprogramme, um die Arbeiterschaft als NSDAP-Wähler anzuwerben. Im Mai 1933 zerschlug das NS-Regime die organisierte Arbeiterbewegung in Form der Linksparteien und der Gewerkschaften. Die NSDAP betrachtete marxistische und kommunistische Gruppen innenpolitisch als Hauptgegner, so wie außenpolitisch der Bolschewismus der Hauptfeind war.
Die Alternative, der „nationale Sozialismus“, wurde als „Volksgemeinschaft“ definiert. Diese wurde als „Einheit von Volk und Staat“ unter der einheitlichen NS-Ideologie und einem „starken Staat“, gelenkt von einem „Führer“, verstanden. Die Einordnung aller Staatsbürger in die Arbeitspflicht und die rassisch definierten nationalen Interessen ließen offen, ob dazu die Produktionsverhältnisse umgestürzt werden sollten: Dieses Stichwort fehlte im 25-Punkte-Programm. Als Gegenkonzept zur Leitidee der internationalen klassenlosen Gesellschaft im Marxismus, aber auch zur individuelle Freiheiten schützenden pluralen und parlamentarischen Sozialdemokratie gedacht, unterschied es die NSDAP von den damaligen Programmen aller sozialistischen Parteien.
Für Joachim Fest waren im Sozialismus-Begriff Hitlers weder ein humanitärer Antrieb noch das Bedürfnis nach einem Neuentwurf der Gesellschaft spürbar. Hitler habe sich aus machttaktischen Erwägungen, den Stimmungswert einer populären Vokabel zunutze gemacht, und den Begriff zur reinen Spielmarke degradiert.
1930 äußerte Hitler auf einer Führertagung in München, Sozialismus sei keine „Allerweltserlösungidee“, sondern ein völlig neuer politischer Begriff, der sich von proletarisch und bürgerlich dadurch unterscheide, „dass die historischen Vorgänge der Weltpolitik nicht primär“ als „wirtschaftliche und soziale Auseinandersetzungen“ verstanden werden, „sondern als völkische und rassische Machtkämpfe“. Goebbels beurteilte dies als eine „prachtvolle Definition des Sozialismus“: „Kein Mitleid. Es geht nur um unser Volk.“

### Verhältnis zu Privateigentum und Konkurrenzprinzip
Der in die USA emigrierte Politologe Franz L. Neumann konstatierte in seinem Buch zur Struktur und Praxis des Nationalsozialismus Behemoth von 1942/1944, dass der nationalsozialistische Herrschaftsapparat sich nicht von der Basis der privatkapitalistischen Produktionsweise gelöst, sondern einen „totalitären Monopolkapitalismus“ hervorgebracht habe.
Der marxistische Historiker Dietrich Eichholtz glaubte, es sei für den NS-Staat unmöglich gewesen, in die Eigentumsstruktur einzugreifen. Als Beispiel führt er die Verstaatlichungspläne der Elektrizitätswirtschaft von Albert Speer an: Speer erhielt am 6. Mai 1942, wie Henry Picker nach einem gemeinsamen Tischgespräch notierte, für seinen Plan „das Elektrizitätswesen in einem Reichsunternehmen (wie etwa der Reichsbahn) zusammenzufassen“ zunächst Hitlers Zustimmung. Am 26. Juli 1942 habe sich Hitler dann plötzlich gegen einen „Staatssozialismus“ mit „zentralistischer Tendenz“ in der Energiewirtschaft gewandt und seine Zustimmung verweigert.
Hitlers Bekenntnis zum Privateigentum erfolgte 1919 privat und 1926 im Hamburger Nationalklub öffentlich. Der Berliner Wirtschaftshistoriker Albrecht Ritschl macht aber auf Äußerungen Hitlers aufmerksam, die er im März 1942 im Kreise seiner Adjutanten machte, das heißt ohne Zwang, seine wahren Ansichten zu kaschieren. Hitler wandte sich hier grundsätzlich „gegen anonymen Privatbesitz der Aktie. Ohne selbst etwas dazu zu tun, erhalte der Aktionär mehr Dividende, wenn die Arbeiter der Aktiengesellschaft fleißig statt faul seien oder wenn ein genialer Ingenieur an der Spitze des Betriebs stehe“. Demnach wäre die häufige Ablehnung eines „raffenden“ im Gegensatz zum lobenswerten „schaffenden“ Kapital von ihm ernst gemeint gewesen.
Am 26. Juni 1944 wiederum forderten Hitler und Albert Speer in Reden vor wichtigen Personen aus der Rüstungswirtschaft, darunter u. a. Walter Rohland, auf dem Obersalzberg „Selbstverantwortung“ und kündigten für die Zeit nach dem Siege eine größte Epoche für die „private Initiative der deutschen Wirtschaft“ an.
Der ehemalige NSDAP-Politiker und konservativ-bürgerliche Faschismustheoretiker Hermann Rauschning attestierte Hitler in Wirtschaftsfragen eine rein „realpolitische Haltung“, die „sich […] von allen Doktrinen frei zu machen versuchte“. Nach Rauschning ordnete Hitler die Wirtschaft übergeordneten politischen Zielen konsequent unter, verfolgte auf diesem Gebiet also keine prinzipiellen Ordnungsvorstellungen, sondern nur flexibel anpassbare Ziele.
Henry A. Turner kommt zu dem Schluss, dass Hitler das „liberale Konkurrenzprinzip“ und das Privateigentum bejaht habe, wenn auch nur, „weil er sie in entstellter Weise in seine sozialdarwinistische Sicht des Wirtschaftslebens einbauen konnte“.
Avraham Barkai widerspricht dieser These und sieht einen extremen Antiliberalismus Hitlers und eine grundsätzliche Ablehnung des Laissez-faire-Prinzips. Ein von Turner unvollständig wiedergegebenes Belegzitat in den Folgesätzen weise auf eine mit dem liberalen Konkurrenzprinzip unvereinbare Haltung hin. Der von Turner unter anderem als Beleg angeführte Hermann Rauschning wurde 1984 in seiner Glaubwürdigkeit als Zeitzeuge so stark erschüttert, dass Kershaw erklärte, die „Gespräche mit Hitler“ seien „ein Werk, dem man heute so wenig Authentizität zumißt, daß man es besser ganz außer acht läßt“.
Laut Jörn Axel Kämmerer lehnte Hitler die Privatisierungsbestrebungen der zwanziger Jahre ab und befürwortete vielmehr die Verstaatlichung der großen Aktiengesellschaften, der Energiewirtschaft und anderer Wirtschaftszweige. Zwar seien Verstaatlichungen bestehender Industriebetriebe nicht umgesetzt worden, jedoch seien reichseigene Unternehmen (z. B. Reichswerke Hermann Göring) gegründet worden. Diese Unternehmensgründungen sowie Weichenstellungen der Nationalsozialisten im Wirtschaftsrecht wirkten zum Teil bis heute nach.

### Verhältnis zum Ordoliberalismus
Für den Wirtschaftswissenschaftler Ralf Ptak deuten „die vielfältigen Publikationsmöglichkeiten ordoliberaler Autoren in diesem Zeitraum auf eine nationalsozialistische Duldung gegenüber dem ordoliberalen Projekt“ hin. Der Wirtschaftswissenschaftler Nils Goldschmidt widerspricht Ptaks Schlussfolgerung und führt die Schrift Nationalökonomie – wozu? (1938) von Walter Eucken als Beispiel für ein Publikationsverbot an. Ferner weist Goldschmidt auf ordoliberalen Widerstand gegen den Nationalsozialismus, wie etwa durch die Freiburger Kreise hin.
Hauke Janssen schreibt, dass „vor allem die Freiburger“ Widerstand gegen die interventionistischen und zentralverwaltungswirtschaftlichen Tendenzen im Nationalsozialismus geleistet hätten.

### Egalitäre Prinzipien und Verhältnis zum Sozialismus
Friedrich August von Hayek hebt hervor, dass sich Nationalsozialismus und Sowjetkommunismus in diktatorischen und antiliberalen Grundzügen ähnelten. Für Hayek weisen Sozialismus und Nationalsozialismus die gleichen totalitären Tendenzen auf, um ihre – durchaus unterschiedlichen – Ziele zu verfolgen. Beide seien, da sie sich des Mittels zentraler Planung bedienten, Varianten des Kollektivismus, dessen Eigendynamik zur Zerstörung von Wohlstand, Demokratie und Rechtsstaat führe.
Rainer Zitelmann versteht Hitler als „Revolutionär“, dem die Verbesserung der Aufstiegschancen der Arbeiter, soweit sie seinen Rassevorstellungen entsprachen, ein ehrliches Anliegen gewesen sei. Dabei sei es ihm nicht „um die Ermöglichung der bestmöglichen Entfaltung des Individuums, sondern um die Optimierung des Nutzens für die deutsche Volksgemeinschaft“ gegangen. Gegenüber der Wirtschaft habe er einen „Primat der Politik“ angestrebt, der „auf eine Revolutionierung des Verhältnisses von Politik und Ökonomie“ hinausgelaufen sei. Das kapitalistische Wirtschaftssystem habe Hitler durch eine gemischte Wirtschaftsordnung ersetzen wollen, in welcher markt- und planwirtschaftliche Elemente zu einer neuen Synthese vereint wären. Die vom Nationalsozialismus ausgelöste „soziale Revolution“ sei durchaus ernst zu nehmen. Gegen diese These wandten Wolfgang Wippermann und Michael Burleigh indirekt ein, dass sie den rassistischen und damit reaktionären Charakter des NS-Regimes über Gebühr herunterspiele.
Laut Joachim Fest ist „die Diskussion über den politischen Standort des Nationalsozialismus nie gründlich geführt worden“. Stattdessen habe man „zahlreiche Versuche unternommen, jede Verwandtschaft von Hitlerbewegung und Sozialismus zu bestreiten“. Zwar habe Hitler keine Produktionsmittel verstaatlicht, aber „nicht anders als die Sozialisten aller Schattierungen die soziale Gleichschaltung vorangetrieben“.
Auch nach Ansicht von Götz Aly versuchte das NS-Regime, das er als „Gefälligkeitsdiktatur“ bezeichnet, durch soziale Fürsorge egalitäre Prinzipien zu verwirklichen. Das Programm der NSDAP stütze sich auf zwei mit dem Antisemitismus kombinierbare Gleichheitsideen: Einer der Grundgedanken war der der ethnischen Homogenität, zum anderen versprachen sie als „nationale Sozialisten“ mehr soziale Gleichheit. Neuere Arbeiten identifizieren vor allem den Reichsarbeitsdienst, die Hitlerjugend und das Militär als Bereiche, in denen tatsächlich versucht wurde, dieses Versprechen in die Tat umzusetzen. Dieser egalitäre Anspruch bezog sich im Unterschied zum Marxismus aber nicht auf die gesamte Bevölkerung, sondern beschränkte sich auf „das ethnisch definierte Großkollektiv deutsches Volk“.

### Wirtschaftspolitik des NS-Regimes
Umstritten ist, inwieweit die wirtschaftspolitischen praktischen Maßnahmen des NS-Regimes einem nationalsozialistischen wirtschaftspolitischen Leitbild entsprachen oder einfach „den pragmatischen Anforderungen der Aufrüstungs- und Kriegspolitik des Regimes geschuldet“ waren (vgl. auch Kriegswirtschaft). Nach Willi Albers griffen aufgrund der Erfahrungen aus dem Ersten Weltkrieg und dem Scheitern einer zu Anfang des Zweiten Weltkriegs in einzelnen Ländern versuchten liberalen Kriegswirtschaftspolitik alle am Zweiten Weltkrieg beteiligten Staaten zu dirigistischen Maßnahmen. Markus Albert Diehl weist darauf hin, dass schon zur Zeit der Weimarer Republik angesichts massiver ökonomischer Probleme zu staatsdirigistischen Maßnahmen gegriffen wurde, z. B. wurden Devisen bewirtschaftet.
Insgesamt sind die Befunde angesichts der von 1933 bis 1945 tatsächlich praktizierten Wirtschaftspolitik widersprüchlich. Auf der einen Seite spricht die Reprivatisierung der in der Bankenkrise 1931 de facto verstaatlichten Großbanken für eine prokapitalistische Haltung der Regierung. Auf der anderen Seite ließen u. a. nach Avraham Barkai, Timothy Mason und Dietmar Petzina die dirigistischen Eingriffe in die Wirtschaft unter Hjalmar Schachts „Neuem Plan“ (1934), unter dem Vierjahresplan (1936) und vollends die Kriegswirtschaft unter Rüstungsminister Albert Speer (ab 1942) vom freien Unternehmertum wenig übrig. Gemäß dem Wirtschaftsziel Autarkie wurde die freie Marktwirtschaft in der Landwirtschaft 1933 mit dem Reichsnährstand praktisch abgeschafft, wobei in den 30er Jahren auch in anderen europäischen Staaten in der Landwirtschaft planwirtschaftliche Politik sich ausweitete. Im Zeichen der Aufrüstung der Wehrmacht wurde für zahlreiche Produkte der Preismechanismus durch Rationierung ersetzt. Dies betraf beispielsweise Stahl, Devisen, Kapitalverkehr und den Arbeitsmarkt.
Der Historiker Klaus Hildebrand fasst den Stand der Forschung in Oldenbourg Grundriss der Geschichte so zusammen: „Zwar blieben die Betriebe in privaten Händen der Unternehmer, ohne Zweifel stiegen auch die finanziellen Erträge aus der Rüstungskonjunktur. Doch wurde das für eine kapitalistische Wirtschaft verbindliche Prinzip der Zweck-Mittel-Rationalität im Banne der Rüstungsanforderungen und des Autarkieprinzips auf Befehl Hermann Görings mehr und mehr außer Kraft gesetzt.“ Nach Adam Tooze hatten die großen Banken nie weniger Einfluss in der deutschen Geschichte als zwischen 1933 und 1945, der Einfluss der Großindustrie (big business) wurde schon in der Weltwirtschaftskrise 1929 gegenüber dem Staat geschwächt, erst recht im Nationalsozialismus; trotzdem verblieb der Privatindustrie eine Machtgrundlage, weil das nationalsozialistische Regime für seine Ziele, insbesondere Kriegsrüstung, auf sie angewiesen blieb.
Dietmar Petzina formuliert: „Das NS-System entzieht sich einer eindeutigen Zuordnung zu den ordnungspolitischen Kategorien Zentralverwaltungswirtschaft und Marktwirtschaft.“ Die Wirtschaftsordnung wandelte sich „von einer korporatistischen Wirtschaft hin zu einer staatlichen Kommandowirtschaft, in der das unternehmerische Gewinnprinzip zwar nicht ausgeschaltet, die wesentlichen Verfügungsrechte jedoch nachhaltig eingeschränkt waren“. Nach Adam Tooze wurde ausländisches Kapital in Deutschland (z. B. Opel, Ford, Anteile an IG Farben) nicht enteignet. Ein Kapitalabzug war aber wegen der Kapitalverkehrskontrollen nur mit großen Verlusten möglich, sodass ausländisches Kapital seine Gewinne notgedrungen in Deutschland wieder investierte. Gerold Ambrosius stellt fest: „Bis zum Kriegsbeginn war der Grundstein für den Übergang zu einer zentralen Planung und Lenkung gelegt.“
Gestützt wird diese These von aktuellen ordnungstheoretischen Untersuchungen: Michael von Prollius beschreibt das NS-Wirtschaftssystem als „Ergebnis unablässiger Neu- und Umorganisation […] und zahllosen Lenkungs- und Bürokratisierungsmaßnahmen“; für Markus Albert Diehl „entfernte sich die deutsche Wirtschaftsordnung unter der nationalsozialistischen Herrschaft immer weiter vom Idealtyp der Marktwirtschaft und entsprach schließlich weitgehend dem Idealtyp der Zentralplanwirtschaft“. Nach Götz Aly und Susanne Heim trat die propagierte Förderung des Mittelstandes in der Praxis hinter der wirtschaftlichen Rationalisierung zurück, was zu Bankrott und Schließung zahlreicher mittelständischer Betriebe führte. Ideologisch wurde die Einbindung der Privatwirtschaft in die deutsche Kriegswirtschaft unter Reichsminister für Bewaffnung und Munition Fritz Todt als Anwendung der Prinzipien „Führertum“ und „Unternehmertum“ dargestellt.
Planungen für die Nachkriegszeit waren einerseits verboten, andererseits, so der Historiker Bernhard Löffler, beauftragte die „Reichsgruppe Industrie“ 1943 Ludwig Erhard mit wirtschaftspolitischen Planungen für die Zeit nach dem absehbar verlorenen Krieg. Diese waren „an einem marktwirtschaftlichen Konzept ausgerichtet“ und standen „damit im Gegensatz zum NS-System“. Industrie und staatliche Stellen wie das Reichswirtschaftsministerium und das von Hans Kehrl geleitete Planungsamt im Reichsministerium für Bewaffnung und Munition planten, den Übergang von der Kriegs- und Lenkungswirtschaft zur Friedens- und Marktwirtschaft behutsam durchzuführen. Im Reichswirtschaftsministerium hielt Otto Ohlendorf seine „schützende Hand über die marktwirtschaftliche Nachkriegsplanung“ und zeigte sich „gegenüber der Neugestaltung einer liberaleren, unternehmensfreundlichen Marktordnung bei allen tiefgehenden weltanschaulichen Unterschieden erstaunlich aufgeschlossen […]“.

### Verhältnis zu den Gewerkschaften
Im Frühjahr 1933 ordnete Adolf Hitler den 1. Mai als gesetzlichen Feiertag mit dem Namen „Tag der deutschen Arbeit“ an. Damit wurde eine Gewerkschaftsforderung ausgerechnet von der Regierung erfüllt, die von den Gewerkschaften strikt abgelehnt wurde. Die Gewerkschaften riefen zur Teilnahme an den Maiveranstaltungen auf, da sie sich als Initiatoren des Maigedankens fühlten. Das offizielle Programm war schon stark durch die Nationalsozialisten geprägt: „6 Uhr Wecken durch die SA-Kapellen. 8 Uhr Flaggenhissung in den Betrieben, Abmarsch zum Exerzierplatz, 9 Uhr Übertragung der Kundgebung von dem Lustgarten in Berlin auf die öffentlichen Plätze der Städte. 10.45 Uhr Staatsakt der Hessischen Regierung (…), Empfang einer Arbeiterdelegation aus den drei Hessischen Provinzen. (…) Gemeinsamer Gesang des ,Liedes der Arbeiter'. (…) 7.30 Uhr Übertragung von dem Tempelhofer Feld, Berlin: Manifest des Reichskanzlers Adolf Hitler, ‚Das erste Jahr des Vierjahresplanes‘. Anschließend Unterhaltungsmusik und Deutscher Tanz. 12 Uhr: Übertragung der Rede des Ministerpräsidenten Hermann Göring. (…) Ehemals marxistische Gesang-, Turn- und Sportvereine können an den Zügen teilnehmen, jedoch ist die Mitführung marxistischer Fahnen oder Symbole zu unterlassen.“ Das böse Erwachen für die Gewerkschaften kam einen Tag später, als die „NSDAP die Führung der roten Gewerkschaften übernahm“: „Die seitherigen marxistischen Führer in Schutzhaft – Ein 3-Millionen-Konto des früheren Reichstagspräsidenten Löbe gesperrt – Die Rechte der Arbeiter gesichert – Die Gebäude der Freien Gewerkschaften besetzt“, titelten die bereits im ganzen Reich gleichgeschalteten Zeitungen.

## Verhältnis zur Religion

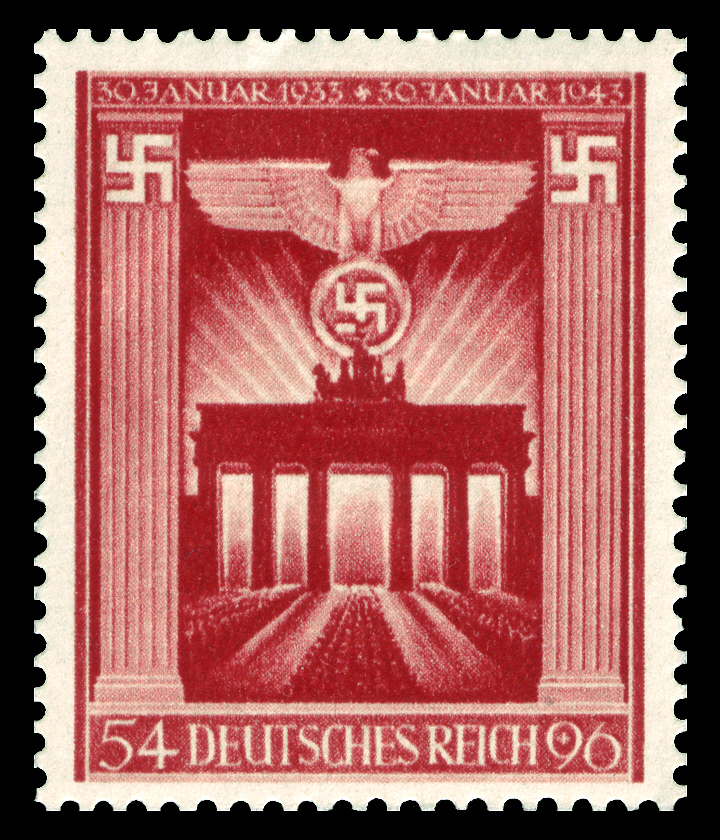
Briefmarke von 1943

Die Nationalsozialisten vertraten keine einheitliche Religiosität. Einige propagierten als Deutsche Christen (DC) einen nationalistisch-antisemitischen Protestantismus, andere einen rassistischen Neopaganismus mit Bezügen zur germanischen Mythologie. So verlangte der NS-Ideologe Alfred Rosenberg in seinem Hauptwerk Der Mythus des 20. Jahrhunderts eine Ablösung des Christentums durch eine Religion von „Blut und Boden“. Ein besonders scharfer Kritiker des Christentums in der NSDAP war der Reichsführer SS Heinrich Himmler. Himmler sah in der Überwindung des Christentums und in der Wiederbelebung einer „germanischen“ Lebensweise eine zentrale Aufgabe der SS.

### Nationalsozialismus als politische Religion
Bereits 1938/39 hat der deutsch-amerikanische Politologe Eric Voegelin den Nationalsozialismus erstmals systematisch als politische Religion interpretiert. Eine wichtige Rolle spielte dabei die zeitgenössische Darstellung Hitlers als unfehlbare, nahezu gottgleiche Figur – eine Sichtweise, die u. a. durch den Film Triumph des Willens der Regisseurin Leni Riefenstahl propagiert wurde. Seit den 1990er Jahren haben Historiker wie Emilio Gentile oder Michael Burleigh diesen Interpretationsansatz aufgegriffen und ausgebaut.
Diese Interpretation ist in der historischen Forschung allerdings umstritten. So argumentiert Hans Günter Hockerts, die Nationalsozialisten hätten zwar eine Art politischer Religion geschaffen, um „heimatlos gewordene religiöse Energie“ zu binden, der Völkermord an den Juden habe jedoch auf ethnisch und eugenisch begründetem Rassismus beruht. Gegen eine Interpretation des Nationalsozialismus als Religion spreche vor allem die Abwesenheit von Transzendenzvorstellungen.

### Verhältnis zum Christentum
Das NSDAP-Programm von 1920 bejahte ein „Positives Christentum“, definiert als „Freiheit aller religiösen Bekenntnisse im Staat, soweit sie nicht dessen Bestand gefährden oder gegen das Sittlichkeits- und Moralgefühl der germanischen Rasse verstoßen.“ Die Formulierung wurde damals als Toleranz und Unparteilichkeit gegenüber den christlichen Konfessionen im Rahmen der Staatsräson und des Gemeinwohls missverstanden und begrüßt, obwohl Hitler bereits 1925 eine Drohung gegen politische Aktivität von Christen in anderen Parteien als der NSDAP damit verband. Tatsächlich ordnete der Programmpunkt das Christentum dem Rassismus unter und vereinnahmte es für den Antisemitismus, ausgedrückt als „Kampf gegen die jüdisch-materialistische Weltauffassung“, und für die vom autoritären Staat gelenkte „Volksgemeinschaft“, ausgedrückt als „Gemeinnutz vor Eigennutz“. Hitler bejahte das Christentum in seinen Regierungserklärungen vom 1. Februar und 23. März 1933 nur aus machttaktischen Motiven, um die Unterstützung der Großkirchen für den Aufbau des gleichgeschalteten Führerstaats zu erhalten und weil er an einem Reichskonkordat mit dem Vatikan Interesse hatte (das am 20. Juli 1933 tatsächlich geschlossen wurde). Vor allem die evangelische Kirche hat diese Unterstützung bereitwillig geleistet und den Widerspruch zur eigenen universalen Lehre erst allmählich im Kirchenkampf (ab 1934) erkannt und ausgesprochen.
Von katholischer Seite warnten die deutschen Bischöfe bereits früh und wiederholt vor der NS-Ideologie und erklärten im Jahr 1932, dass die Zugehörigkeit zur NSDAP „unvereinbar mit dem christlichen Glauben“ sei. Dies führte dazu, dass sich der katholische Bevölkerungsteil bis zur letzten freien Wahl der Weimarer Republik als erheblich resistenter gegenüber dem Nationalsozialismus erwies als der Rest der Bevölkerung. Im überwiegend katholischen Rheinland und in Bayern erreichte die NSDAP kaum mehr als 20 % der abgegebenen Stimmen gegenüber teilweise mehr als 60 % in evangelischen Regionen, im Schnitt betrug das Ergebnis der NSDAP bei den Wahlen im Juli 1932 in homogen katholischen Wahlkreisen lediglich 15 %, in homogen evangelischen Wahlkreisen hingegen 39 %. Häufig fand der Widerstand im Verborgenen statt, so etwa, als die katholische Kirche ab 1935 mit Wissen des Vatikans Juden die geheime Emigration ermöglichte.
Der Nationalsozialismus verstand seine rassistische Ideologie als vom Führerstaat in allen Gesellschaftsbereichen durchzusetzende „Weltanschauung“. Dieser totalitäre Absolutheitsanspruch tendierte auf Konflikte mit anderen „Bekenntnissen“. Einerseits garantierte das NSDAP-Programm wie auch Hitler in „Mein Kampf“ den Großkirchen den Bestandschutz und innerkirchliche Selbstverwaltung, andererseits strebte man ihre Begrenzung auf unpolitische Belange und weitreichende Eingriffe in kirchliche Strukturen an. So versuchten die DC seit 1933, die Deutsche Evangelische Kirche (DEK) im Sinne einer konfessionslosen, zentral gelenkten Reichskirche zu vereinheitlichen und ideologisch dem Nationalsozialismus anzugleichen. Das Alte Testament wiesen sie als „Verjudung“ des Christentums zurück und versuchten, es abzuschaffen. Als dieser Versuch im Kirchenkampf scheiterte, wandte sich das NS-Regime von den DC ab.
Hitler gewährte dem Vatikan und den deutschen Bischöfen 1933 im Reichskonkordat die Freiheit des Bekenntnisses, Konfessionsschulen und Universitäten, solange die römisch-katholische Kirche dafür auf jegliche politische Aktivität verzichte. Die katholische Zentrumspartei löste sich am 5. Juli 1933 auf, nachdem sie dem Ermächtigungsgesetz vom 24. März 1933 zugestimmt und so Hitlers Diktatur die notwendige Zweidrittelmehrheit mit verschafft hatte. Als die Kirchen ab 1940 einigen Massenmorden des NS-Regimes widersprachen, stärkte Hitler die kirchenfeindlichen Kräfte in der NSDAP und erlaubte ihnen in eroberten Gebieten wie dem Warthegau, die Kirchen zu entmachten, indem diese von Körperschaften öffentlichen Rechts zu bloßen Religionsvereinen herabgestuft wurden.
Anders als die DC glaubte Hitler nicht, dass sich die „jüdische Wurzel“ des Christentums kappen und dieses vollständig „entjuden“ lasse. Hitler unterstützte daher intern die Kritiker des Christentums in der NSDAP. Er äußerte diesen Standpunkt aber bewusst nie öffentlich, weil er befürchtete, seinen Rückhalt in der Bevölkerung zu verlieren. Eine langfristige Beseitigung des Christentums kann daher als politisches Fernziel des Nationalsozialismus angenommen werden.

### „Gottgläubigkeit“
1936 initiierten die Nationalsozialisten eine Kirchenaustrittsbewegung. Zwischen 1937 und 1939 verlor die evangelische Kirche mehr als eine Million Mitglieder. Auch die katholische Kirche wurde in dieser Zeit durch zahlreiche Austritte geschwächt. Ideologisch begleitet wurde die Austrittsbewegung durch Schriften des Parteiideologen Alfred Rosenberg, insbesondere durch seinen Mythus des 20. Jahrhunderts, sowie durch Veröffentlichungen Erich Ludendorffs und seiner Ehefrau Mathilde. Der Ausdruck „gottgläubig“, gedacht als positiver Gegensatz zu „ungläubig“, sollte echt-religiöse oder nur scheinbar-religiöse, konfessionell ungebundene Personen mit ideologischer Nähe zum Nationalsozialismus positiv kennzeichnen.
„Gottgläubig“ war gemäß Philosophischem Wörterbuch von 1943 definiert als „amtliche Bezeichnung für diejenigen, die sich zu einer artgemäßen Frömmigkeit und Sittlichkeit bekennen, ohne konfessionell-kirchlich gebunden zu sein, andererseits aber Religions- und Gottlosigkeit verwerfen“.
Die Einführung des Begriffs für alle kirchlich nicht gebundenen, aber nicht glaubenslosen „Volksgenossen“ wird als der Versuch gesehen, eine religiöse Identifikationsformel für Funktionäre und Mitglieder der NSDAP sowie der „Deutschgläubigen Bewegung“ jenseits der Kirchen und sonstigen Glaubensgemeinschaften zu schaffen. Da sowohl die Zugehörigkeit zu einer Religionsgemeinschaft als auch „Freidenkertum“ im Nationalsozialismus nicht als karrierefördernd galten, bot die durch Erlass des Reichsinnenministers vom 26. November 1936 offiziell eingeführte Bezeichnung „Gottgläubig“ für konfessionslose Nationalsozialisten einen Ausweg, um so zu dokumentieren, dass man durch einen Kirchenaustritt nicht automatisch „ungläubig“ bzw. freidenkerisch-liberal werde.

### Filme
- Annette von Wangenheim: Pagen in der Traumfabrik – Schwarze Komparsen im deutschen Spielfilm. (Dokumentarfilm, Deutschland, 2001)[96]
- Tanz unterm Hakenkreuz. Dokumentation, Deutschland 2003, 60 Min., Buch und Regie: Annette von Wangenheim

### Aufarbeitung
- nazi-terror-gegen-jugendliche.de: Verfolgung, Deportation und Gegenwehr. „Ein Ausstellungsprojekt mit ZeitzeugInnenbegegnungen für das Schuljahr 2014/2015“
- ns-ministerien-bw.de: Geschichte der Landesministerien in Baden und Württemberg in der Zeit des Nationalsozialismus

### Dokumente
- Dokumentarchive: chronologische Abfolge wichtiger politischer Entscheidungen von 1933 bis 1945 mit Gesetzestexten
- Dokumente zum Nationalsozialismus
- Das Programm der NSDAP

### Grundinformationen
- Bundeszentrale für politische Bildung, Heft 251: Nationalsozialismus I (Memento vom 19. Juli 2012 im Internet Archive)
  - Heft 266: Nationalsozialismus II (Memento vom 9. September 2011 im Internet Archive)
  - Dossier Nationalsozialismus und Zweiter Weltkrieg
- politische-bildung.de: Nationalsozialismus
- Deutsches Historisches Museum: Nationalsozialismus
- „Paul-Celan-Projekt“: Der Nationalsozialismus
- netz-gegen-nazis.com: Bücher zum Download (Imre Kertész: Roman eines Schicksallosen. Rowohlt, 2002; Hilde Kammer, Elisabet Bartsch: Jugendlexikon des Nationalsozialismus. Rowohlt, 2007; Toralf Staud: Moderne Nazis. Kiepenheuer & Witsch 2005)

### Historische Debatte
- Interview mit dem Historiker Overy zum Thema
- Zusammenfassung/Rezension zu Wolfgang Wippermann: Europäischer Faschismus im Vergleich 1922–1982

### Materialien
- Historisches Zentrum Zeitgeschichte: Online-Katalog mit weiterführenden, auch didaktischen Ressourcen zum Nationalsozialismus
- Zu digitalen Zeitzeugeninterviews siehe Liste von Oral-History-Archiven

### Opfer
- Dokumentationszentrum des Österreichischen Widerstands: Opfer des Terrors der NS-Bewegung in Österreich 1933–1938 (Memento vom 10. Dezember 2011 im Internet Archive)